# Harriet Tubman
Harriet Tubman (rođena Araminta Ross, oko  ožujka 1822.- 10. ožujka 1913.) bila je američka abolicionistica i politička aktivistica. Rođena u ropstvu, Tubman je pobjegla i nakon toga napravila nekih 13 misija spašavanja otprilike 70 porobljenih ljudi, uključujući svoju obitelj i prijatelje, koristeći mrežu aktivista protiv ropstva i sigurnih kuća poznatih kao "Podzemna željeznica" (Underground Railroad). Tijekom Američkog građanskog rata služila je kao naoružani izviđač i špijun za vojsku Unije. U kasnijim godinama, Tubman je bila aktivistica pokreta za pravo glasa žena.
Rođena u ropstvu u okrugu Dorchester u Marylandu. Tubman su u djetinjstvu tukli i bičevali različiti gospodari. Rano u životu pretrpjela je traumatičnu ozljedu na glavi kada je bijesni nadglednik bacio teški metalni uteg s namjerom da udari drugu porobljenu osobu, ali je umjesto toga udario nju. Ozljeda je izazvala vrtoglavicu, bol i napade hipersomnije, koji su se događali tijekom njezinog života. Nakon ozljede Tubman je počela doživljavati čudne vizije i živopisne snove koje je pripisivala predosjećajima od Boga. Ta iskustva, u kombinaciji s njezinim metodističkim odgojem, dovela su je do toga da postane pobožno religiozna.
Godine 1849. Tubman je pobjegla u Philadelphiju, da bi se ubrzo nakon toga vratila u Maryland kako bi spasila svoju obitelj. Polako, jednu po jednu grupu, odvodila je rodbinu sa sobom iz države i na kraju desetke drugih porobljenih ljudi odvela do slobode. Putujući noću i u krajnjoj tajnosti, Tubman (ili "Mojsije", kako su je zvali) "nikada nije izgubila putnika". Nakon što je donesen Zakon o odbjeglim robovima iz 1850. godine, pomogla je voditi bjegunce dalje na sjever u Britansku Sjevernu Ameriku (Kanada) i pomogla je novooslobođenim porobljenim ljudima pronaći posao. Tubman je upoznala Johna Browna 1858. i pomogla mu u planiranju i regrutiranju pristaša za njegov napad na Harpers Ferry 1859. godine.
Kad je počeo građanski rat, Tubman je radila za Vojsku Unije, prvo kao kuharica i medicinska sestra, a zatim kao naoružana izviđačica i špijun. Prva žena koja je vodila oružanu ekspediciju u ratu, vodila je napad na Combahee Ferry, koji je oslobodio više od 700 porobljenih ljudi. Nakon rata povukla se u obiteljsku kuću na imanju koje je kupila 1859. u Auburnu u New Yorku, gdje se brinula o svojim ostarjelim roditeljima. Bila je aktivna u pokretu za pravo glasa žena sve dok je bolest nije obuzela, a morala je biti primljena u dom za starije Afroamerikance koji je godinama prije pomogla osnovati. Postala je ikona hrabrosti i slobode.